# Émile Delchambre
Émile Delchambre, francoski veslač, * 3. december 1875, † 8. september 1958, Roubaix, Francija.
Delchambre je na Poletnih olimpijskih igrah 1900 v Parizu nastopil za francoski klub Cercle de l'Aviron Roubaix v četvercu s krmarjem in z njim osvojil zlato medaljo